# Romoty (jezioro)
Romoty – jezioro w woj. warmińsko-mazurskim, w powiecie oleckim, w gminie Olecko, leżące na terenie Pojezierza Ełckiego. Jezioro położone jest około 10 km na zachód od Olecka. Zbiornik od północy i zachody otacza droga wojewódzka nr 655.

## Flora i fauna
Florę stanowią głównie: trzciny, tatarak, pałka wąskolistna, ramienice, grążel żółty, grzybień biały i osoka aloesowata. W wodach jeziora żyją leszcze, płocie, okonie, szczupaki, węgorze, sandacze, wzdręgi i sumy.

## Dane morfometryczne
Powierzchnia zwierciadła wody według różnych źródeł wynosi od 42,5 ha przez 42,7 ha do 46,94 ha.
Zwierciadło wody położone jest na wysokości 148,2 m n.p.m. lub 148,6 m n.p.m. Średnia głębokość jeziora wynosi 5,7 m, natomiast głębokość maksymalna od 11,5 m do 11,6 m.

## Hydronimia
Według urzędowego spisu opracowanego przez Komisję Nazw Miejscowości i Obiektów Fizjograficznych (KNMiOF) nazwa tego jeziora to Romoty. W różnych publikacjach i na wielu mapach topograficznych jezioro to występuje pod nazwą Romoły, wymieniana jest też oboczna nazwa tego jeziora Rumity.